# Innovación

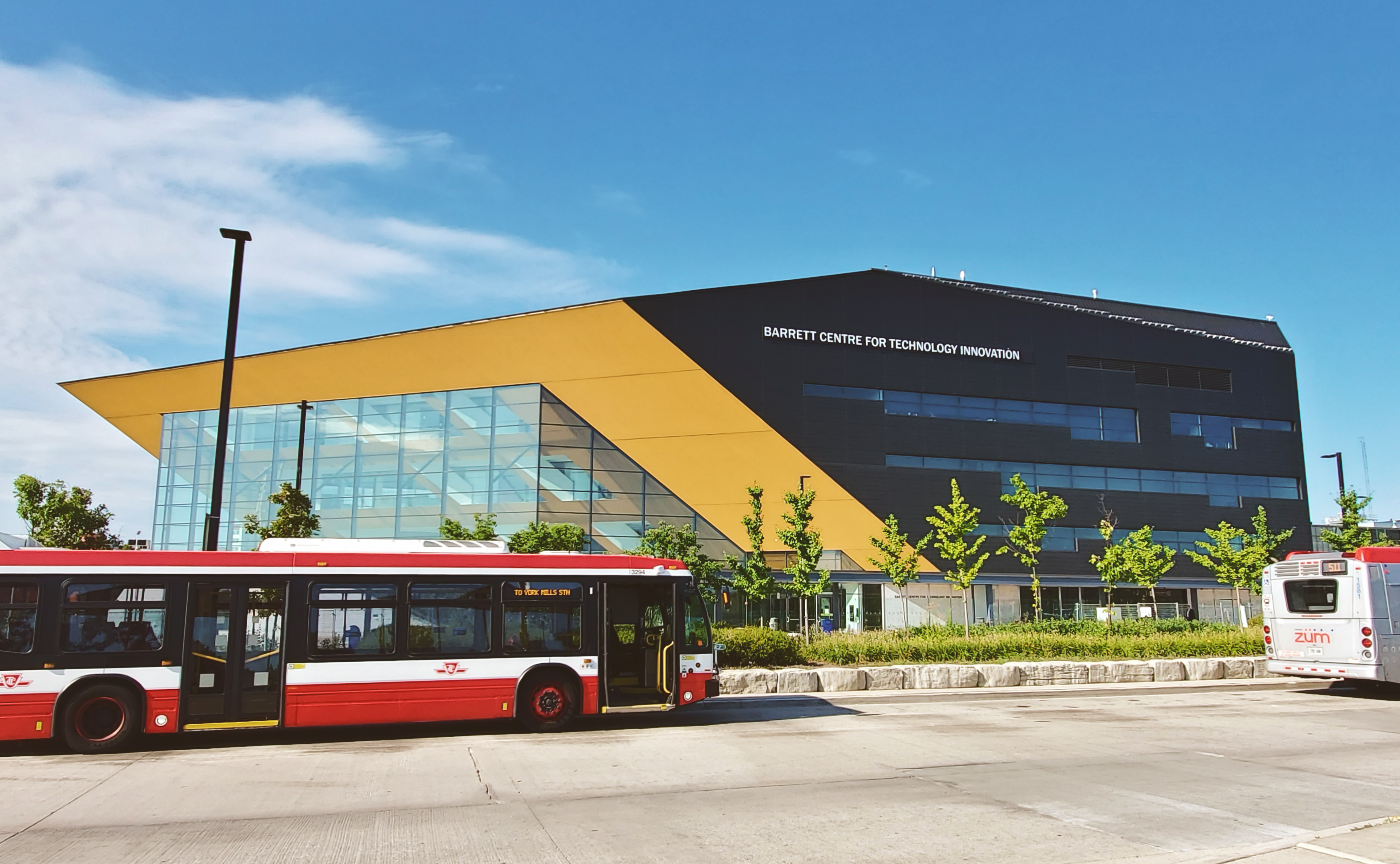
Instituto Humber de Tecnología y Aprendizaje Avanzado de Toronto, Canadá

Innovación es un proceso que introduce novedades y que se refiere a modificar elementos ya existentes con  el fin de mejorarlos, aunque también es posible en la implementación de elementos totalmente nuevos.
En el sentido estricto, por otro lado, se dice que de las ideas solo pueden resultar innovadoras luego de que ellas se implementen como nuevos productos, servicios, o procedimientos que realmente encuentren una aplicación exitosa, imponiéndose en el mercado a través de la difusión.
Hay una forma de innovación consistente en la mejora de la gestión empresarial con nuevos procedimientos, utilización de una tecnología, automatización, mejorando la calidad, definiendo nuevas formas de satisfacer al cliente, son solo algunas ideas de lo que puede ser y conseguir la innovación y ayuda a las empresas a crecer y ser más competitivas.
En economía, Joseph Schumpeter fue quien introdujo este concepto en su «teoría de las innovaciones», en la que lo define como el establecimiento de una nueva función de producción. La economía y la sociedad cambian cuando los factores de producción se combinan de una manera novedosa. Sugiere que invenciones e innovaciones son la clave del crecimiento económico, y quienes implementan ese cambio de manera práctica en los emprendedores. La innovación es un factor clave para el desarrollo empresarial y el crecimiento económico de los países, siendo aquellos que más invierten en investigación e innovación los que más riqueza alcanzan. En este sentido, el Diccionario de la lengua española define la innovación como la «creación o modificación de un producto, y su introducción en un mercado».
También se utiliza el concepto de innovación en las ciencias humanas y en la cultura. La búsqueda a través de la investigación de nuevos conocimientos, las soluciones o vías de solución, suponen curiosidad y placer por la renovación. Los conceptos de vanguardia y creatividad se hacen relevantes en este contexto.

## Generalidades
Desde un punto de vista histórico, ha habido períodos en los que las novedades aparecen por oleadas. Aparentemente, esto sería porque ciertas condiciones sociales favorecen el surgimiento de innovaciones.(«la necesidad trae el ingenio»). El término innovación refiere a aquel cambio que introduce alguna novedad o varias. Cuando alguien innova aplica nuevas ideas, productos, conceptos, servicios y prácticas a una determinada cuestión, actividad o negocio, con la intención de ser útiles para el incremento de la productividad. Una condición esencial de la innovación es su aplicación exitosa a un determinado nivel comercial o utilitario, ya no solamente vale inventar algo o innovar en algo, sino que además, ello deberá ser introducido satisfactoriamente y con repercusión en el mercado y en la sociedad, para su difusión y su aplicación.
La innovación puede surgir de manera casual (un ejemplo famoso es el del descubrimiento de la penicilina) o tras una búsqueda sistemática y continuada, por ejemplo, vía I+D investigación y desarrollo (en inglés, R&D, research and development).

Las culturas occidentales tradicionalmente acentúan más bien el aspecto activo de la creatividad en el sentido del significado de la palabra latina «creare», que significa crear, producir y configurar. En el antiguo Egipto y en las culturas orientales aparece por el contrario la creatividad como el «introducir» algo en un proceso de crecimiento natural, lo que apunta a la segunda raíz lingüística de la creatividad: «crescere» (crecer, transformarse, suceder, hacer crecer).
Prof. Dr. Hermann Lang: Psyche, N°3, 2006.

Una invención puede ser o no una innovación. Con el concepto de invento, se engloba desde las nuevas ideas hasta la construcción de prototipos o el desarrollo concreto de una concepción, pero en la fase previa al mercado. En cambio, se puede hablar de innovación en el sentido económico recién cuando ella transforma el proceso de producción de algo en una economía política determinada.
La innovación es un proceso que consiste en convertir en una solución a un problema o una necesidad, una idea creativa, la innovación puede realizarse a través de mejoras y no solo de la creación de algo completamente nuevo. La innovación resulta especialmente importante para el desarrollo de nuevos servicios, como en banca o telecomunicaciones.

## Clasificación
Nuevo puede significar en este sentido una auténtica novedad mundial o bien, una novedad subjetiva desde una perspectiva de una única empresa, o de un trabajador. En la actualidad se distinguen una serie de categorías de innovación. Se mencionan aquí algunos de las áreas temáticas relevantes:
- Innovación técnica
- Innovación de los servicios
- Innovación de los modelos de negocio
- Innovación del diseño
- Innovación social
- Innovación tecnológica
- Innovación basada en conocimiento

Las innovaciones pueden distinguirse según la forma de su surgimiento:
- Innovación cerrada (Closed Innovation), donde los innovadores se encuentran solamente dentro de una organización
- Innovación abierta (Open Innovation), donde las organizaciones de un mundo crecientemente diversificado con el conocimiento internacionalmente disperso ya no pueden quedarse solamente con su propia fuerza innovadora, sino que están cada vez más supeditados a la integración y utilización de informaciones y competencias externas).

También se clasifican de acuerdo a su grado de «novedad». Aquí se considera la combinación entre el propósito del objeto o producto y los medios con los que se alcanza ese propósito. Si una innovación alcanza valores altos en ambas dimensiones, se habla entonces de una innovación radical, disruptiva o revolucionaria.

## Utilización del concepto en economía

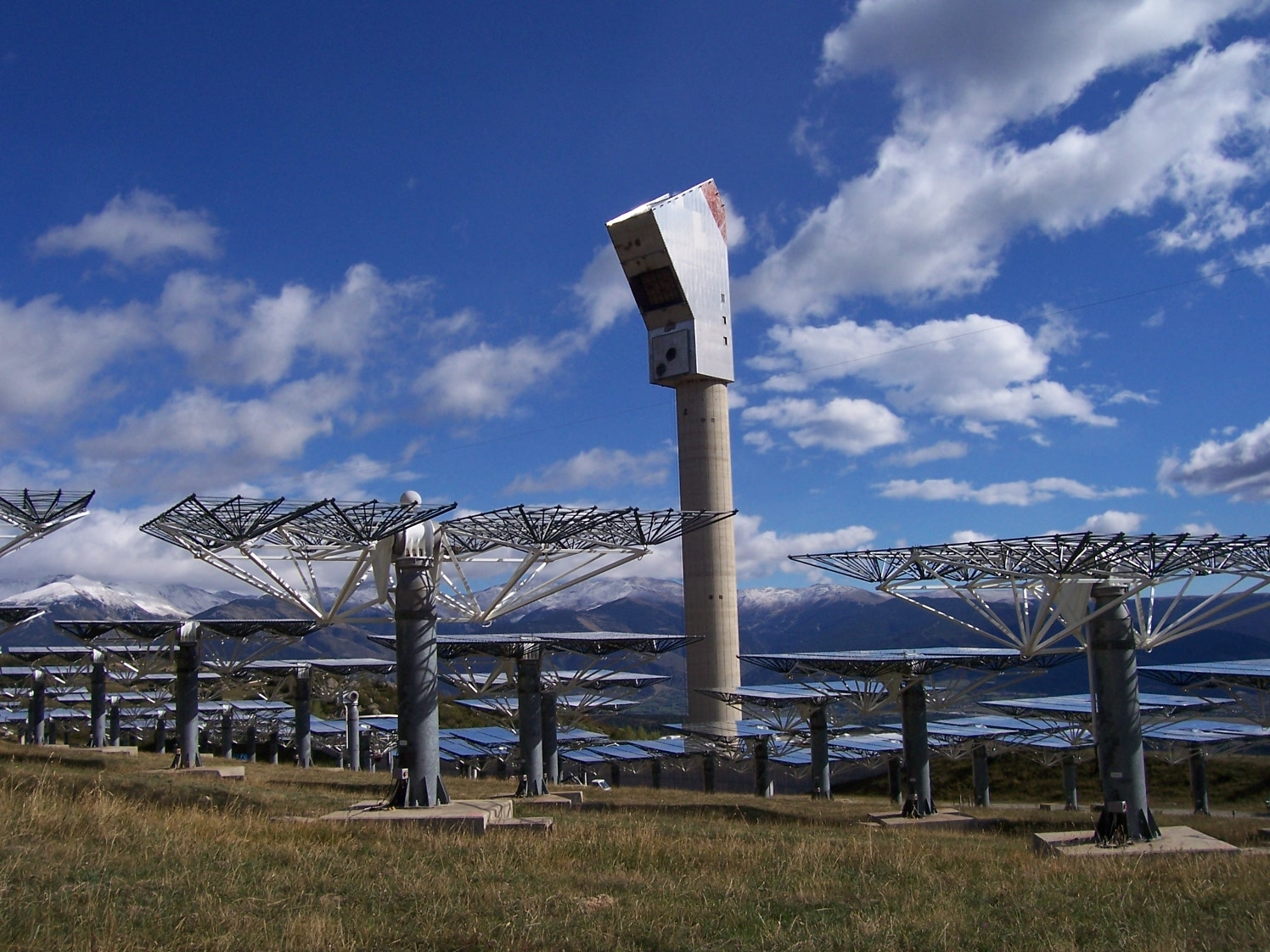
Central solar Thémis

Según Joseph Schumpeter (en: Theorie der wirtschaftlichen Entwicklung [Teoría del desarrollo económico], 1911) la innovación es la imposición de una novedad técnica u organizacional en el proceso de producción y no simplemente el correspondiente invento.
Un innovador es para Schumpeter el «empresario creador», en contraposición con el empresario de arbitraje, quien simplemente aprovecha para obtener ganancias las diferencias de precios existentes.  En la búsqueda de nuevos campos de acción, el empresario creador impulsaría el proceso de la destrucción creativa. Sus motivaciones son las posiciones de monopolio (a corto plazo) basadas en la innovación, las que le proporcionan al empresario una ganancia como «pionero». Esto es, ventajas en dinero (también llamadas premio a la innovación) que surgen a través de las mejoras innovativas, por ejemplo a través de la alta productividad que trae consigo una innovación de procedimientos o a través de precios monopólicos más altos de una innovación de productos.
Según Jürgen Hauschildt la innovación se trata esencialmente de algo «nuevo»: nuevos productos, nuevos mercados, nuevos modelos, nuevos procedimientos, nuevos procesos, nuevas vías de distribución, nuevas frases publicitarias, etc. El resultado de las innovaciones es algo «novedoso», que se diferencia notablemente del estado anterior dado. Esta novedad debe ser perceptible; una innovación solo puede ser tal para quien la percibe. La novedad consiste en que los propósitos y los medios se enlazan entre sí de una forma que hasta ese momento no se conocía. Ese enlace tiene que validarse económicamente en el mercado o dentro de la empresa. Así, puede alcanzarse un propósito dado (por ejemplo la marcha de un automóvil) con nuevos medios (hidrógeno, autogás, gas natural, etc.) o bien, para medios ya dados (por ejemplo, una línea telefónica existente) puede crearse un propósito nuevo (su utilización para la transmisión de datos en Internet). La mera generación de una idea no es suficiente —es recién su uso o su venta lo que diferencia una innovación de una invención—.
Peter Drucker fue uno de los primeros científicos que se ocupó de investigar qué fuentes existen para la innovación. En 1986 identificó siete fuentes que se suman a la «gran idea». Aunque esta última tiene gran encanto, lo más frecuente es que fracase.
Al autor Clayton Christensen se le considera el descubridor de la innovación disruptiva. Esta se orienta al objetivo de interpelar a nuevos mercados o nuevos grupos de clientes a través de un cambio radical de los productos.

## Enfoque multidimensional

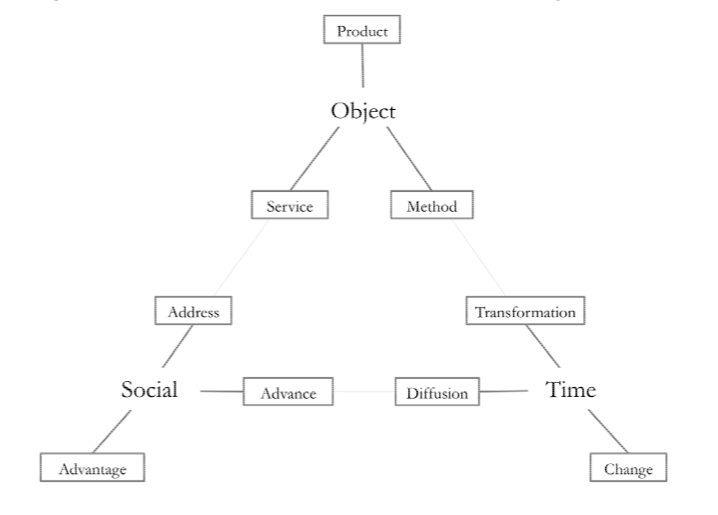
Innovación 3D

El número de definiciones del concepto de innovación desde que se inventara parece haber crecido de manera aún más rápida que el número de investigadores de la innovación. Se pueden observar las aproximaciones más contradictorias: es así como innovación puede designar, al parecer en igual medida, a los productos como también al proceso de su fabricación o a su distribución.
Aun así existe concordancia entre los autores en que la innovación, por lo menos y según indica su raíz, tiene que mostrar una relación con lo nuevo. «Nuevo» no se refiere en este contexto solamente al horizonte temporal, sino que remite también a una dimensión objetiva y social:
- Innovación como novedad: En la dimensión objetiva de la innovación observamos la singularidad de artefactos, productos, métodos o servicios hasta ahora desconocidos y sin precedentes hasta el momento.
- Innovación como cambio: En la dimensión temporal, las innovaciones se nos presentan como nuevos procesos (los que por su parte conducen, en todo caso, a artefactos novedosos) en el sentido de transformaciones, de difusiones o simplemente de cambios.
- Innovación como ventaja: En la dimensión social nos referimos a formas nuevas de ventajas, que van acompañadas de nuevas formas de administrar la interpelación del público al que se orientan (por ejemplo la selección de nuevos y atractivos productos y su utilización como símbolos de estatus) y que pueden verse como progreso o adelanto.

## Otras teorías sobre la innovación
Se ha debatido mucho si la innovación es empujada por los proveedores (basada en nuevas posibilidades tecnológicas) o por la demanda (basada en necesidades sociales y del mercado). Un punto de vista es que «el reconocimiento de la demanda es un factor más frecuente en innovación que el reconocimiento del potencial técnico» (Marquis, 1969).
Una parte de las innovaciones inducidas por la demanda son las realizadas por los propios consumidores. Eric von Hippel, estudió en profundidad las innovaciones producidas por los usuarios pioneros (o lead users), a los que considera una destacada fuente de innovación, debido a que se anticipan a la tendencia del mercado y a que disponen de los conocimientos e incentivos para desarrollar sus propias soluciones. Por ello, las empresas pueden obtener provecho estudiando sistemáticamente a los mencionados usuarios pioneros.
La innovación en los negocios se consigue de diferentes maneras. Pueden ser desarrolladas por modificaciones realizadas en la práctica del trabajo, por intercambios y combinaciones de experiencia profesional y de muchas otras formas. Las innovaciones más radicales y revolucionarias suelen provenir de I&D mientras que las más incrementales suelen emerger de la práctica, pero existen excepciones a cualquiera de estas dos tendencias. En ambos casos, las innovaciones suelen documentarse y protegerse mediante patentes u otro esquema de propiedad intelectual. De hecho, según Michael Porter el nivel de innovación de una región puede estimarse con la cantidad de patentes generadas.
Para patentar una innovación no es necesario que esta sea una novedad tecnológica. Por ejemplo cuando McDonald's aplicó el concepto de línea de producción para crear un restaurante, la innovación consistió en la ventaja de utilizar trabajadores con poca experiencia para fabricar grandes cantidades de alimento en una calidad estándar y de forma muy rápida, inventando la industria del fast food. Hoy ese método de negocio podría haberse protegido por una patente estadounidense, aunque no se produjo allí ninguna novedad tecnológica.
La innovación podría ser incrementada con las siguientes teorías y prácticas específicas como TRIZ, la teoría de resolución de problemas de invención.

Innovación es la secuencia de actividades por las cuales un nuevo elemento es introducido en una unidad social con la intención de beneficiar la unidad, una parte de ella o a la sociedad en su conjunto. El elemento no necesita ser enteramente nuevo o desconocido a los miembros de la unidad, pero debe implicar algún cambio discernible o reto en el status quo.
Michael A. West; James L. Farr, 1990

Innovación para una red específica, de acuerdo con Regis Cabral, es un nuevo elemento introducido en la red que cambia aunque sea momentáneamente, el coste de las transacciones entre al menos dos actores, elementos o nudos, de dicha red.
La tercera edición del Manual de Oslo (OECD, 2005) define la innovación como la introducción de un nuevo, o significativamente mejorado, producto (bien o servicio), de un proceso, de un nuevo método de comercialización o de un nuevo método organizativo, en las prácticas internas de la empresa, la organización del lugar de trabajo o las relaciones exteriores.
Peter Drucker en Managing in the Next Society (2002) lanzó la idea de que las empresas ya no compiten con productos sino con modelos empresariales. Dichos modelos nacen de la innovación y cuanto más intensa es esta, tanto más competitivos son.

## Administración de la innovación
La administración de la innovación se estructura típicamente en tres fases:
1. Fase de impulso: Observación de tendencias, identificación de tecnologías que se orientan al futuro.
2. Fase de evaluación: Idoneidad para el área específica.
3. Transferencia tecnológica: El proyecto se realiza en serie.

## Softwarede innovación
Para agilizar todo el proceso de gestión de la innovación en la empresa se han desarrollado una serie de herramientas software que simplifican dicho proceso:
- Herramientas de vigilancia tecnológica: sirven a la empresa u organización que la use para conocer las últimas tendencias tecnológicas en su campo.
- Herramientas de gestión de patentes: ayudan a llevar un inventario de todas aquellas patentes en las que se está trabajando o que se han adquirido por parte de la empresa.
- Herramientas de gestión de ideas: permiten recabar y posteriormente gestionar las ideas de los clientes y empleados de las empresas para convertirlas en innovación.
- Herramientas de gestión de conocimiento: documentan el conocimiento interno de las empresas, para que este luego pueda ser estudiado y aplicado a nuevas ideas de negocios y/o productos. En algunos casos estas herramientas se enfocan en documentar las capacidades de los empleados internos y asesores externos.

## Investigación en innovación
La investigación en innovación se ocupa, por una parte, de preguntarse acerca de qué condiciones determinan y en cuáles procesos socioeconómicos tienen lugar las innovaciones, es decir se preocupa de investigar la génesis de las combinaciones de campos de aplicación de la resolución de problemas, como asimismo de la generación y desarrolló un sistema regional o nacional de innovación. Esto puede referirse tanto a una innovación de producto, como a una forma organizacional, una tecnología, un procedimiento o un campo de aplicación. Por otra parte, la investigación en innovación se interesa por el cómo se pueden realizar esas metas; trabaja entonces con los procesos de innovación y, con ello, por la pregunta sobre la transición del sujeto/objeto aludido desde el estado t0 hacia el estado t1. En el centro de la observación del proceso se encuentran las formas procesales, por ejemplo procesos conducidos conscientemente, autoorganizados o informales, en su defecto procesos que transcurren en passant, como asimismo las posibilidades y límites de un diseño dirigido o de la influencia. 

### Difusión de innovaciones
Según Everett M. Rogers, los siguientes factores desempeñan un papel en la difusión (imposición en el mercado) de las innovaciones:
1. La ventaja subjetiva de una innovación (por ejemplo la ganancia de prestigio, etc.)
2. La compatibilidad con un sistema de valores dado.
3. La complejidad, es decir, la sencillez sentida en el primer contacto.
4. La posibilidad de ser probado(posibilidad de experimentar con la innovación).
5. La visibilidad de la innovación.

Dentro de los marcos del mercado objetivo se distinguen los siguientes grupos de personas de acuerdo con el grado de satisfacción por la innovación o bien en relación con el proceso de aceptación de la innovación:
- Innovadores - el 5 a 10 % de personas que acepta un producto como primeros.
- Usuarios tempranos - el 10 a 15 % de personas siguientes
- Mayoría temprana - el siguiente 30 %
- Mayoría tardía - el siguiente 30 %
- Rezagados - el restante 20 %

Últimamente, el interés de la investigación se orienta de manera creciente hacia la dependencia del camino (path dependence, en inglés) de los procesos de innovación y sus resultados. Aquí ocupa un lugar central el supuesto de que el pasado del desarrollo de una organización, de un producto, una tecnología, etc., influencia y limita las posibilidades de desarrollo futuras (history matters). Por eso, si se considera su historia, no cualquier meta de innovación deseada es alcanzable.
Si se confirmaran los conocimientos que hasta ahora se tienen, esto tendría consecuencias para la práctica de la innovación en las empresas: si estas quieren innovar, ya no tienen que ir como lemmings detrás las tendencias de moda o las concepciones de corta vida. Más bien se trata de orientar más claramente la mirada hacia los potenciales propios y su formación histórica para más fuertemente, para elaborar las ventajas comparativas en la competencia finalmente sobre la base de sus auténticas características propias.
Es así como se distingue también innovación de producto, procedimiento, modelo de negocio, de la administración (o gerencia) de la innovación, donde este último concepto aparece como el más promisorio, dado que los administradores (gerentes) son la última instancia de decisión y determinan la forma de distribución de los recursos. Las innovaciones de producto y de procedimiento son en este sentido resultados de las innovaciones de administración. Por el otro lado están los hallazgos de la investigación de innovación, según los cuales la innovación surge sobre todo en los deslindes entre sistemas y culturas, o bien en el diálogo entre actores diferentes.

### Indicadores de innovación

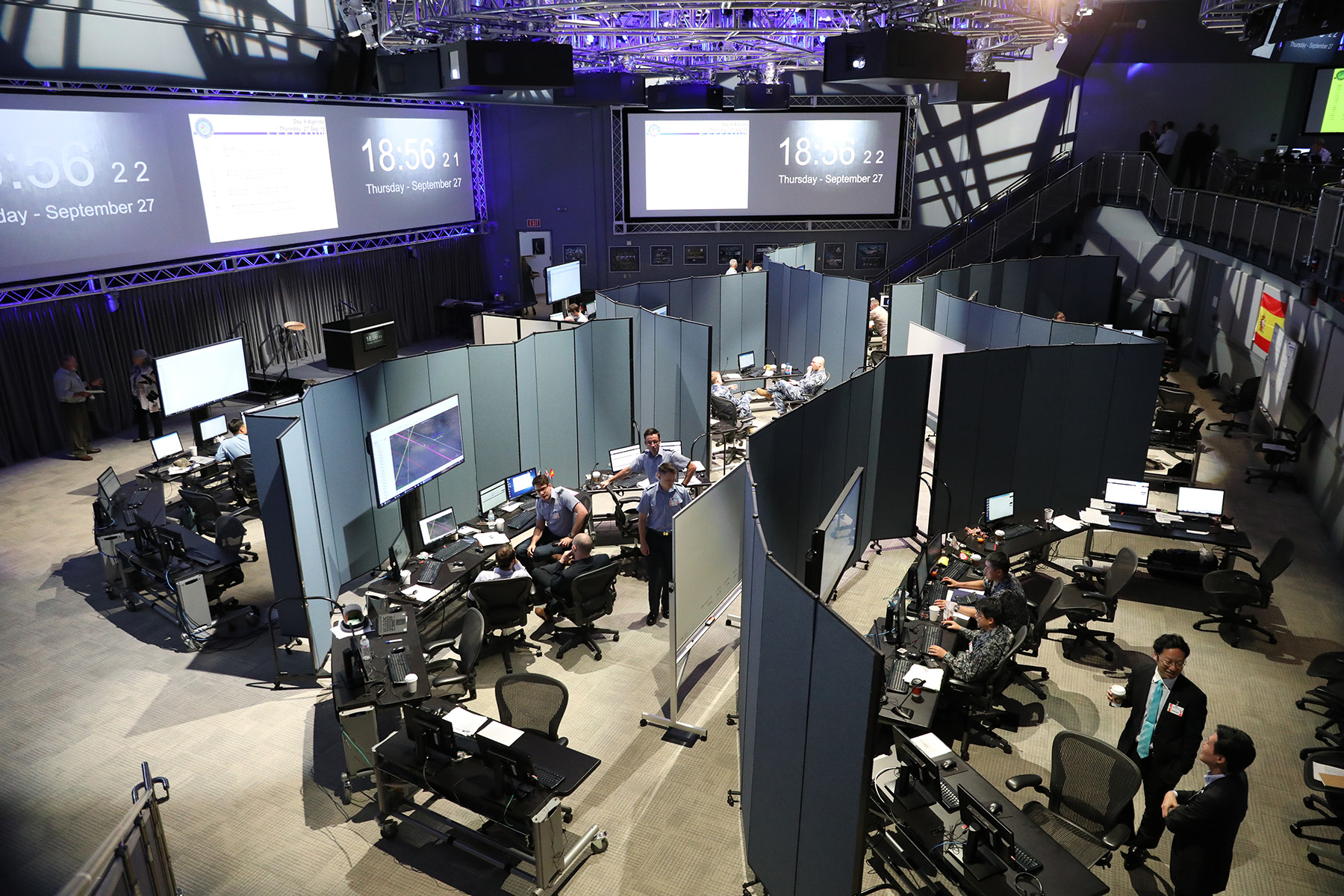
Operaciones espaciales simuladas, Centro de Innovación Lockheed Martin de Suffolk, Virginia

El «Indicador de Innovación de Alemania», compuesto por 150 indicadores individuales, aunque se aplica más ampliamente en Alemania, también es citado en otras publicaciones internacionales para la medición y comparación de la capacidad de innovación de los países industriales. Lo establece anualmente el Institut der deutschen Wirtschaft (Instituto de Economía Alemana), bajo el auspicio de la Fundación de la Deutsche Telekom y de la Confederación de la Industria alemana –Bundesverband der Deutschen Industrie (BDI)–. La medida entera se compone de varios subindicadores específicos (por ejemplo "educación" o "participación femenina") los que a su vez han sido agregados bottom up a partir de los indicadores individuales. Los subindicadores confluyen ponderadamente en el valor del «indicador general innovación». El «Indicador de Innovación de Alemania de 2005» (con datos de 2004) , utilizó una escala de 1 a 7 para comparar a 13 países industriales entre sí. Allí el 1º lugar lo ocupó EE. UU. (valor 7,0), el 2º Finlandia (valor 6,1) y 3º Suecia (valor 5,83), Alemania se ubicó en la 6º posición (4,66) y España ocupó el 12.º lugar con (1,21).
En el año 2011 (con datos de 2010), con similar metodología de estudio, el indicador de innovación compara ahora 26 países, utilizando una escala de 0 a 100 para la puntuación. El primer lugar lo ocupa ahora Suiza con 76 puntos, inmediatamente seguido por Singapur, con 63 puntos, manteniéndose Suecia en la tercera posición, con 61 puntos. EE. UU. muestra una de las mayores bajas, ubicándose ahora en el 9° lugar, con 53 puntos. Alemania asciende al 4° puesto, con 57 puntos y España se ubica el 20° con 24 puntos, aunque con bastante distancia en los valores absolutos, se ubica en la tabla inmediatamente después de Japón (39 puntos) y superando a China, Italia, India y Rusia
En 2009, la Organización Mundial de la Propiedad Intelectual, organizó la publicación del Índice Global de Innovación. Este índice, año con año, muestra de una forma clara y bien documentada el lugar que ocupan más de 120 países que participan en el reporte, en cuanto a su papel como países innovadores. Adicionalmente, el GII (por sus siglas en inglés), viene desagregado por indicadores y métricas que permiten analizar el comportamiento innovador de los países participantes.